# Ferdinando Vicentini Orgnani
Ferdinando Vicentini Orgnani (Milano, 23 settembre 1963) è un regista, sceneggiatore e produttore cinematografico italiano.

## Biografia
Nato a Milano, Vicentini Orgnani ha diretto i lungometraggi Mare largo (1998), con Claudio Amendola e Isabella Ferrari, e Ilaria Alpi - Il più crudele dei giorni (2002), in collaborazione con Marcello Fois, protagonista Giovanna Mezzogiorno,  film che ricostruisce gli ultimi giorni di vita della giornalista Ilaria Alpi e del cameraman Miran Hrovatin in Somalia. In seguito ha realizzato Zulu Meets Jazz, altro documentario, in collaborazione col celebre jazzista italiano Paolo Fresu, testimonianza attuale e spettacolare dell'incontro fra cultura, arte, musica e soprattutto, realtà differenti.

## Filmografia

### Regista
- Apocrifi sul caso Crowley - mediometraggio (1994)
- Mare largo (1998)
- Ilaria Alpi - Il più crudele dei giorni (2003)
- Hannover (2003)
- Sessantotto - L'utopia della realtà - documentario (2006)
- Zulu Meets Jazz - documentario (2008)
- Vinodentro (2013)

### Sceneggiatore
- Apocrifi sul caso Crowley - documentario (1994)
- Mare largo (1998)
- Ilaria Alpi - Il più crudele dei giorni (2003)
- Certi bambini, regia di Andrea ed Antonio Frazzi (2004)
- Sessantotto - L'utopia della realtà - documentario (2006)
- Zulu Meets Jazz - documentario (2008)
- Fuori fuoco - documentario (2018)

### Produttore
- Viva Zapatero!, regia di Sabina Guzzanti (2005)
- Altromondo, regia di Fabio Massimo Lozzi (2008)
- Zulu Meets Jazz (2008)
- La velocità della luce, regia di Andrea Papini (2008)
- Draquila - L'Italia che trema, regia di Sabina Guzzanti (2010)